# Isòtops del cobalt
El cobalt natural (Co) es compon d'un isòtop estable, el 59Co. S'han caracteritzat 22 radioisòtops, sent el més estable el 60Co amb un període de semidesintegració de 5.2714 anys, el 57Co amb un període de semidesintegració de 271.79 dies, el 56Co amb un període de semidesintegració de 77.27 dies, i 58Co amb un període de semidesintegració de 70.86 dies. Els restants isòtops radioactius tenen períodes de semidesintegració menors a 18 hores i la majoria tenen períodes de semidesintegració menors a 1 segon. Aquest element té també 4 isòmers nuclears, tots ells amb períodes de semidesintegració menors de 15 minuts..
Els isòtops de cobalt varien en pes atòmic de 50 u (50Co) a 73 u (73Co). El mode de desintegració primari per als isòtops amb massa atòmica menor al de l'isòtop estable més abundant, el 59Co, és de captura electrònica i el mode de desintegració per als més grans de 59 unitats de massa atòmica és emissió beta. El producte de desintegració abans del 59Co són isòtops de l'element 26 (ferro) i el producte primari després de l'element 28 són isòtops de (níquel).

Standard atomic mass: 58.933195(5) u

## Ús del radioisòtops de cobalt en medicina
El Cobalt-60 (Co-60 o 60Co) és un metall radioactiu usat en radioteràpia i en el test de Schilling
. Produeix dos raigs gamma amb energies de 1.17 MeV i 1.33 MeV. La font de 60Co fa al voltant de 2 cm de diàmetre i com a conseqüència produeix una penombra geomètrica, fent les vores del camp de radiació difuses. El metall produeix una pols fina, que pot causar problemes amb la protecció de la radiació. La font de 60Co és útil durant uns 5 anys però inclús posteriorment és encara radioactiva i, per tant, les màquines de cobalt han entrat en desús a favor dels acceleradors de partícules.

## Usos industrials
El Cobalt-60 és útil com a font de raigs gamma perquè es pot produir -en quantitats predictibles, i amb alta activitat – simplement exposant el cobalt natural a neutrons en un reactor durant un temps determinat. S'utilitza per:
- Esterilització de material mèdic i de les deixalles mèdiques.
- Tractament de radiació d'aliments per esterilització (pasteurització freda)
- Radiografia industrial;
- Mesures de densitat

## Taula
| Símbol del núclid | Z(p)                | N(n)                | massa isotòpica(u)  | període de semidesintegració | Espín nuclear | composició isotòpics representativa (fracció molar) | rang de variació natural (fracció molar) |
| Símbol del núclid | energia d'excitació | energia d'excitació | energia d'excitació | període de semidesintegració | Espín nuclear | composició isotòpics representativa (fracció molar) | rang de variació natural (fracció molar) |
| ----------------- | ------------------- | ------------------- | ------------------- | ---------------------------- | ------------- | --------------------------------------------------- | ---------------------------------------- |
| 47Co              | 27                  | 20                  | 47.01149(54)#       |                              | 7/2-#         |                                                     |                                          |
| 48Co              | 27                  | 21                  | 48.00176(43)#       |                              | 6+#           |                                                     |                                          |
| 49Co              | 27                  | 22                  | 48.98972(28)#       | <35 ns                       | 7/2-#         |                                                     |                                          |
| 50Co              | 27                  | 23                  | 49.98154(18)#       | 44(4) ms                     | (6+)          |                                                     |                                          |
| 51Co              | 27                  | 24                  | 50.97072(16)#       | 60# ms [>200 ns]             | 7/2-#         |                                                     |                                          |
| 52Co              | 27                  | 25                  | 51.96359(7)#        | 115(23) ms                   | (6+)          |                                                     |                                          |
| 52mCo             | 380(100)# keV       | 380(100)# keV       | 380(100)# keV       | 104(11)# ms                  | 2+#           |                                                     |                                          |
| 53Co              | 27                  | 26                  | 52.954219(19)       | 242(8) ms                    | 7/2-#         |                                                     |                                          |
| 53mCo             | 3197(29) keV        | 3197(29) keV        | 3197(29) keV        | 247(12) ms                   | (19/2-)       |                                                     |                                          |
| 54Co              | 27                  | 27                  | 53.9484596(8)       | 193.28(7) ms                 | 0+            |                                                     |                                          |
| 54mCo             | 197.4(5) keV        | 197.4(5) keV        | 197.4(5) keV        | 1.48(2) min                  | (7)+          |                                                     |                                          |
| 55Co              | 27                  | 28                  | 54.9419990(8)       | 17.53(3) h                   | 7/2-          |                                                     |                                          |
| 56Co              | 27                  | 29                  | 55.9398393(23)      | 77.233(27) d                 | 4+            |                                                     |                                          |
| 57Co              | 27                  | 30                  | 56.9362914(8)       | 271.74(6) d                  | 7/2-          |                                                     |                                          |
| 58Co              | 27                  | 31                  | 57.9357528(13)      | 70.86(6) d                   | 2+            |                                                     |                                          |
| 58m1Co            | 24.95(6) keV        | 24.95(6) keV        | 24.95(6) keV        | 9.04(11) h                   | 5+            |                                                     |                                          |
| 58m2Co            | 53.15(7) keV        | 53.15(7) keV        | 53.15(7) keV        | 10.4(3) µs                   | 4+            |                                                     |                                          |
| 59Co              | 27                  | 32                  | 58.9331950(7)       | STABLE                       | 7/2-          | 1.0000                                              |                                          |
| 60Co              | 27                  | 33                  | 59.9338171(7)       | 5.2713(8) a                  | 5+            |                                                     |                                          |
| 60mCo             | 58.59(1) keV        | 58.59(1) keV        | 58.59(1) keV        | 10.467(6) min                | 2+            |                                                     |                                          |
| 61Co              | 27                  | 34                  | 60.9324758(10)      | 1.650(5) h                   | 7/2-          |                                                     |                                          |
| 62Co              | 27                  | 35                  | 61.934051(21)       | 1.50(4) min                  | 2+            |                                                     |                                          |
| 62mCo             | 22(5) keV           | 22(5) keV           | 22(5) keV           | 13.91(5) min                 | 5+            |                                                     |                                          |
| 63Co              | 27                  | 36                  | 62.933612(21)       | 26.9(4) s                    | 7/2-          |                                                     |                                          |
| 64Co              | 27                  | 37                  | 63.935810(21)       | 0.30(3) s                    | 1+            |                                                     |                                          |
| 65Co              | 27                  | 38                  | 64.936478(14)       | 1.20(6) s                    | (7/2)-        |                                                     |                                          |
| 66Co              | 27                  | 39                  | 65.93976(27)        | 0.18(1) s                    | (3+)          |                                                     |                                          |
| 66m1Co            | 175(3) keV          | 175(3) keV          | 175(3) keV          | 1.21(1) µs                   | (5+)          |                                                     |                                          |
| 66m2Co            | 642(5) keV          | 642(5) keV          | 642(5) keV          | >100 µs                      | (8-)          |                                                     |                                          |
| 67Co              | 27                  | 40                  | 66.94089(34)        | 0.425(20) s                  | (7/2-)#       |                                                     |                                          |
| 68Co              | 27                  | 41                  | 67.94487(34)        | 0.199(21) s                  | (7-)          |                                                     |                                          |
| 68mCo             | 150(150)# keV       | 150(150)# keV       | 150(150)# keV       | 1.6(3) s                     | (3+)          |                                                     |                                          |
| 69Co              | 27                  | 42                  | 68.94632(36)        | 227(13) ms                   | 7/2-#         |                                                     |                                          |
| 70Co              | 27                  | 43                  | 69.9510(9)          | 119(6) ms                    | (6-)          |                                                     |                                          |
| 70mCo             | 200(200)# keV       | 200(200)# keV       | 200(200)# keV       | 500(180) ms                  | (3+)          |                                                     |                                          |
| 71Co              | 27                  | 44                  | 70.9529(9)          | 97(2) ms                     | 7/2-#         |                                                     |                                          |
| 72Co              | 27                  | 45                  | 71.95781(64)#       | 62(3) ms                     | (6-,7-)       |                                                     |                                          |
| 73Co              | 27                  | 46                  | 72.96024(75)#       | 41(4) ms                     | 7/2-#         |                                                     |                                          |
| 74Co              | 27                  | 47                  | 73.96538(86)#       | 50# ms [>300 ns]             | 0+            |                                                     |                                          |
| 75Co              | 27                  | 48                  | 74.96833(86)#       | 40# ms [>300 ns]             | 7/2-#         |                                                     |                                          |

## Taula 2
| Isòtop | Mecanismes de desintegració               | Període de semidesintegració |
| ------ | ----------------------------------------- | ---------------------------- |
| Co-50  | emissió de positrons                      | 44 mil·lisegons              |
| Co-51  | emissió de positrons                      | no mesurat                   |
| Co-52  | emissió de positrons                      | 0.12 segons                  |
| Co-53  | emissió de positrons                      | 0.24 segons                  |
| Co-54  | emissió de positrons                      | 193.2 mil·lisegons           |
| Co-55  | emissió de positrons                      | 17.53 h                      |
| Co-56  | captura electrònica, emissió de positrons | 77.3 d                       |
| Co-57  | captura electrònica                       | 271.8 d                      |
| Co-58  | captura electrònica                       | 70.88 d                      |
| Co-59  | estable                                   | ∞                            |
| Co-60  | emissió beta                              | 5.271 anys                   |
| Co-61  | emissió beta                              | 1.65 hr                      |
| Co-62  | emissió beta                              | 1.5 min                      |
| Co-63  | emissió beta                              | 27.5 segons                  |
| Co-64  | emissió beta                              | 0.30 segons                  |
| Co-65  | emissió beta                              | 1.17 segons                  |
| Co-66  | emissió beta                              | 0.190 segons                 |
| Co-67  | emissió beta                              | 0.43 segons                  |
| Co-68  | emissió beta                              | 0.20 segons                  |
| Co-69  | emissió beta                              | 0.22 segons                  |
| Co-70  | emissió beta                              | 0.13 segons                  |
| Co-71  | emissió beta                              | 0.21 segons                  |
| Co-72  | emissió beta                              | 90 mil·lisegons              |